# Coppa Europa di sci alpino 1977
La Coppa Europa di sci alpino 1977 fu la 6ª edizione della manifestazione organizzata dalla Federazione Internazionale Sci.
In campo maschile il bulgaro Petăr Popangelov si aggiudicò la classifica generale; l'austriaco Günter Alster vinse quella di discesa libera, gli italiani Arnold Senoner e Mauro Bernardi rispettivamente quella di slalom gigante e di slalom speciale. L'italiano Bruno Confortola era il detentore uscente della Coppa generale.
In campo femminile la liechtensteinese Ursula Konzett si aggiudicò sia la classifica generale, sia quella di slalom gigante; la svizzera Evelyne Dirren e l'austriaca Martina Ellmer vinsero a pari merito quella di discesa libera, la francese Martine Couttet quella di slalom speciale. L'austriaca Gitti Hauser era la detentrice uscente della Coppa generale.

## Uomini

### Classifiche

#### Generale
| Pos. | Nome              | Nazione  | Punti |
| ---- | ----------------- | -------- | ----- |
| 1    | Petăr Popangelov  | Bulgaria | 115   |
| 2    | Arnold Senoner    | Italia   | 93    |
| 3    | Jean-Luc Fournier | Svizzera | 91    |
| 4    | ?                 | ?        | ?     |
| 5    | Günter Alster     | Austria  | ?     |

#### Discesa libera
| Pos. | Nome              | Nazione  | Punti |
| ---- | ----------------- | -------- | ----- |
| 1    | Günter Alster     | Austria  | 73    |
| 2    | Bartl Gensbichler | Austria  | 45    |
| 3    | Roland Lutz       | Svizzera | 44    |

#### Slalom gigante
| Pos. | Nome              | Nazione  | Punti |
| ---- | ----------------- | -------- | ----- |
| 1    | Arnold Senoner    | Italia   | 74    |
| 2    | Petăr Popangelov  | Bulgaria | 65    |
| 3    | Didier Bonvin     | Svizzera | 47    |
| 3    | Jean-Luc Fournier | Svizzera | 47    |

#### Slalom speciale
| Pos. | Nome             | Nazione  | Punti |
| ---- | ---------------- | -------- | ----- |
| 1    | Mauro Bernardi   | Italia   | 72    |
| 2    | Petăr Popangelov | Bulgaria | 50    |
| 3    | Peter Aellig     | Svizzera | 47    |

## Donne

### Classifiche

#### Generale
| Pos. | Nome             | Nazione       | Punti |
| ---- | ---------------- | ------------- | ----- |
| 1    | Ursula Konzett   | Liechtenstein | 131   |
| 2    | Sigrid Totschnig | Austria       | 126   |
| 3    | Regina Sackl     | Austria       | 104   |

#### Discesa libera
| Pos. | Nome              | Nazione  | Punti |
| ---- | ----------------- | -------- | ----- |
| 1    | Evelyne Dirren    | Svizzera | 50    |
| 1    | Martina Ellmer    | Austria  | 50    |
| 3    | Doris De Agostini | Svizzera | 40    |

#### Slalom gigante
| Pos. | Nome              | Nazione        | Punti |
| ---- | ----------------- | -------------- | ----- |
| 1    | Ursula Konzett    | Liechtenstein  | 95    |
| 2    | Jill Wahlqvist    | Svezia         | 76    |
| 3    | Christa Kinshofer | Germania Ovest | 69    |

#### Slalom speciale
| Pos. | Nome               | Nazione | Punti |
| ---- | ------------------ | ------- | ----- |
| 1    | Martine Couttet    | Francia | 87    |
| 2    | Michaela Schaffner | Austria | 70    |
| 3    | Sigrid Totschnig   | Austria | 57    |